# U-995
U 995 è un U-Boot tedesco di tipo VII C / 41 utilizzato durante la seconda guerra mondiale dalla Marina militare tedesca. In servizio dal settembre 1943, ha completato nove missioni. Alla fine della guerra la Marina norvegese ne è entrata in possesso. Nel 1965 fece il suo ritorno in Germania con la consegna ufficiale il 2 ottobre 1971, e dal 13 marzo 1972 divenne una nave museo posta ai piedi del Monumento navale di Laboe. Il sommergibile è visitato ogni anno da circa 350.000 persone.

## L'entrata in servizio e la formazione dell'equipaggio

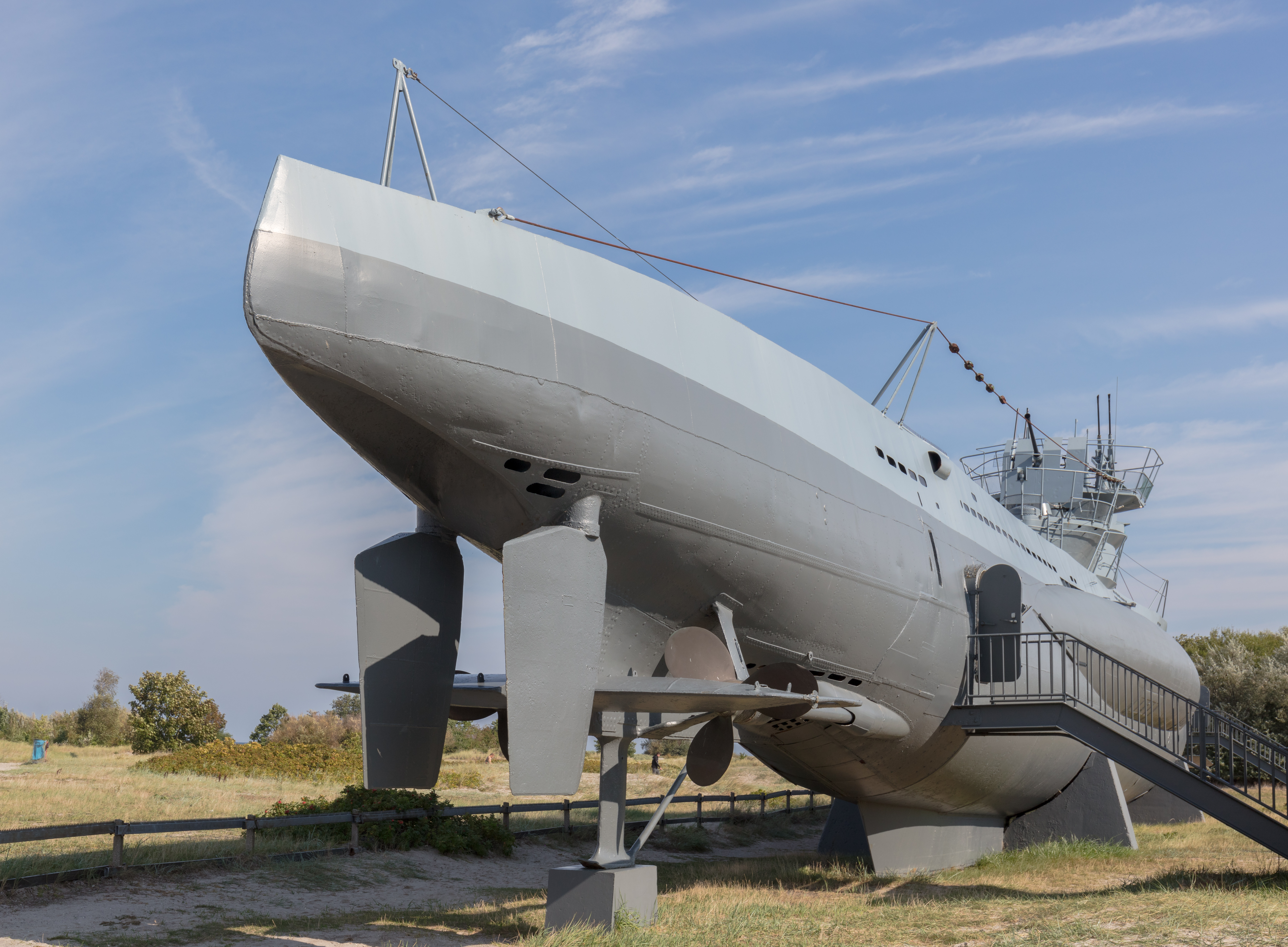
Vista della poppa dellU 995. Le porte siluro dei tubi lanciasiluri sono saldate

Dopo il varo del 22 luglio 1943 presso il cantiere Blohm & Voss di Amburgo, l'U-boot il 16 settembre 1943 entrò in servizio al comando del tenente di vascello Walter Köhntopp ed assegnato alla 5ª flottiglia sommergibili presso Kiel per l'addestramento. La introduttiva nel Mar Baltico durò fino a maggio 1944 poi l'U 995 è stato assegnato alla 13ª flottiglia sommergibili a Trondheim in Lofjord. In questo periodo, il successo iniziale della guerra sottomarina tedesca era già storia. A causa di tattiche migliorate e innovazioni tecnologiche per la difesa sottomarina, gli Alleati avevano avuto la meglio in Atlantico.

## In Norvegia
Fino al 25 aprile 1944 l'U 995 ha prestato servizio in Norvegia e nel suo settore di competenza nel mare del Nord. Anche se è stato attaccato più volte dagli aerei, grazie a tempestive immersioni subacquee poteva raggiungere in completa sicurezza il porto di Kristiansund. Dopo la riparazione di piccoli danni partecipò anticipatamente nel luglio del 1944 a uno degli ultimi attacchi sottomarini tedeschi su un convoglio. A causa dell'assiduo pattugliamento aereo alleato, tuttavia, non riuscì a rintracciare e attaccare il convoglio di 25 battelli di linea verso la Russia. Dopo pesanti perdite il sommergibile si trasferì a Trondheim, dove rimase fino al completamento delle riparazioni alla fine di agosto 1944.
La missione successiva portò l'U 995 alla fine di agosto in prossimità di basi navali russe nello stretto Yugorsky, dove incontrò mine navali. Senza incidenti due settimane più tardi tornò rapidamente nel porto. Dopo un successivo breve pattugliamento, quando il sommergibile non ebbe nuovamente successo, Walter Köhntopp il 9 ottobre 1944 decise di sbarcare, lasciando il comando al tenente di vascello Hans Georg Hess.

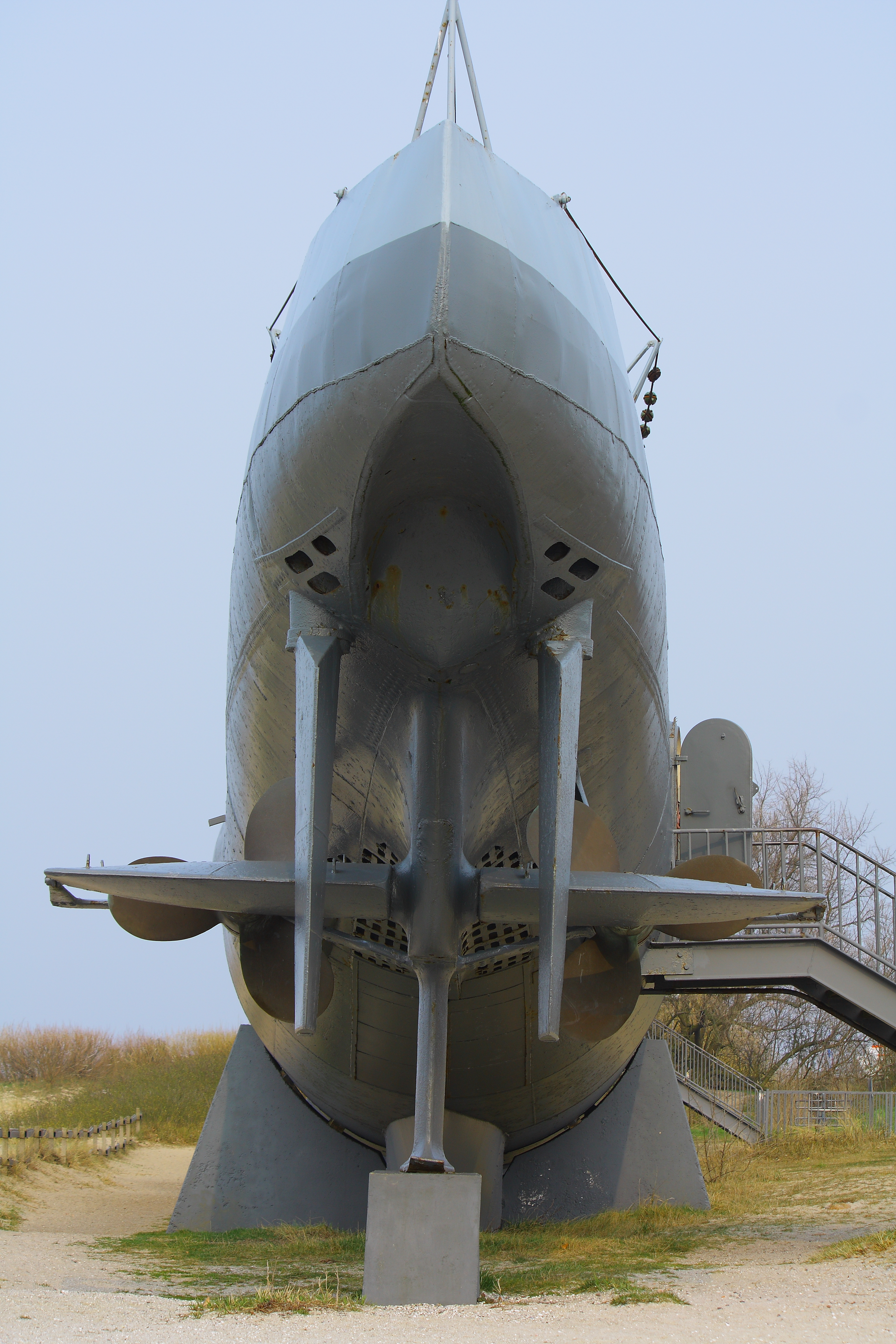
Poppa dellU 995

## Operazioni nel Mare del Nord

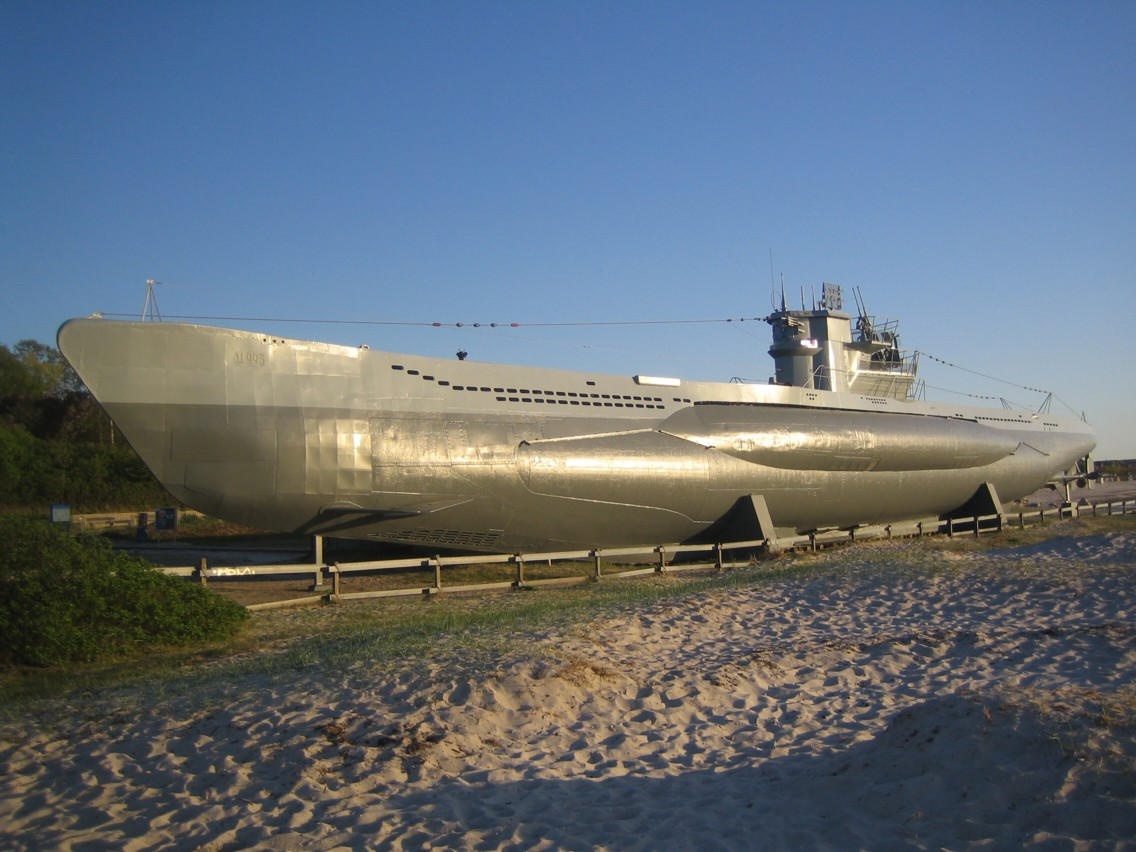
Museo - sottomarino U 995 sulla spiaggia di Laboe

Il 5 dicembre 1944 l''U 995 ha segnato, sotto il suo nuovo comandante, il primo affondamento del cargo sovietico Proletarij (1128 t) del convoglio sovietico PK-20. Tra il 21 e il 29 dicembre 1944 affondò tre piccole navi da guerra sovietiche (motoscafo Reshitelnyj di 20 t, il peschereccio Som 52 di 417 t,) il dragamine ausiliario Tsh-883 di 633 t). Il successivo affondamento avvenne il 2 marzo 1945, quando fu silurato il cacciasommergibili sovietico BO-224 (ex SC-1507) di 105 t. Il 20 marzo ha danneggiato così duramente il cargo statunitense Horace Bushnell di 7176 BRT del Convoglio artico JW 65, tanto da essere inserito nella lista del tonnellaggio affondato. Nel complesso, ha affondato sei navi per un totale di 9474 BRT.

## Utilizzo dopo la guerra
Alla fine della guerra, il sommergibile divenne bottino per il Regno Unito, ma è rimasto nella sua base norvegese e non è stato distrutto durante l'Operazione Deadlight. Fu poi donato alla Norvegia come bottino di guerra e nel 1946 passò sotto la Marina Norvegese. Fu in servizio negli anni 1952-1962 come nave-scuola con il nome Kaura con base a Narvik. Nel 1965 terminò il servizio con la Marina norvegese. Fu restituito per un prezzo simbolico di un marco tedesco alla Germania e restaurato qui fino al 1971 rendendolo il più fedele possibile al suo stato nel maggio 1945. Tuttavia, la torre ora visibile è una riproduzione. Analogamente, anche alcune delle strutture sul ponte.
Dal 13 marzo 1972 si trova ai piedi del Memoriale navale di Laboe e può essere qui visitato.

## Galleria d'immagini

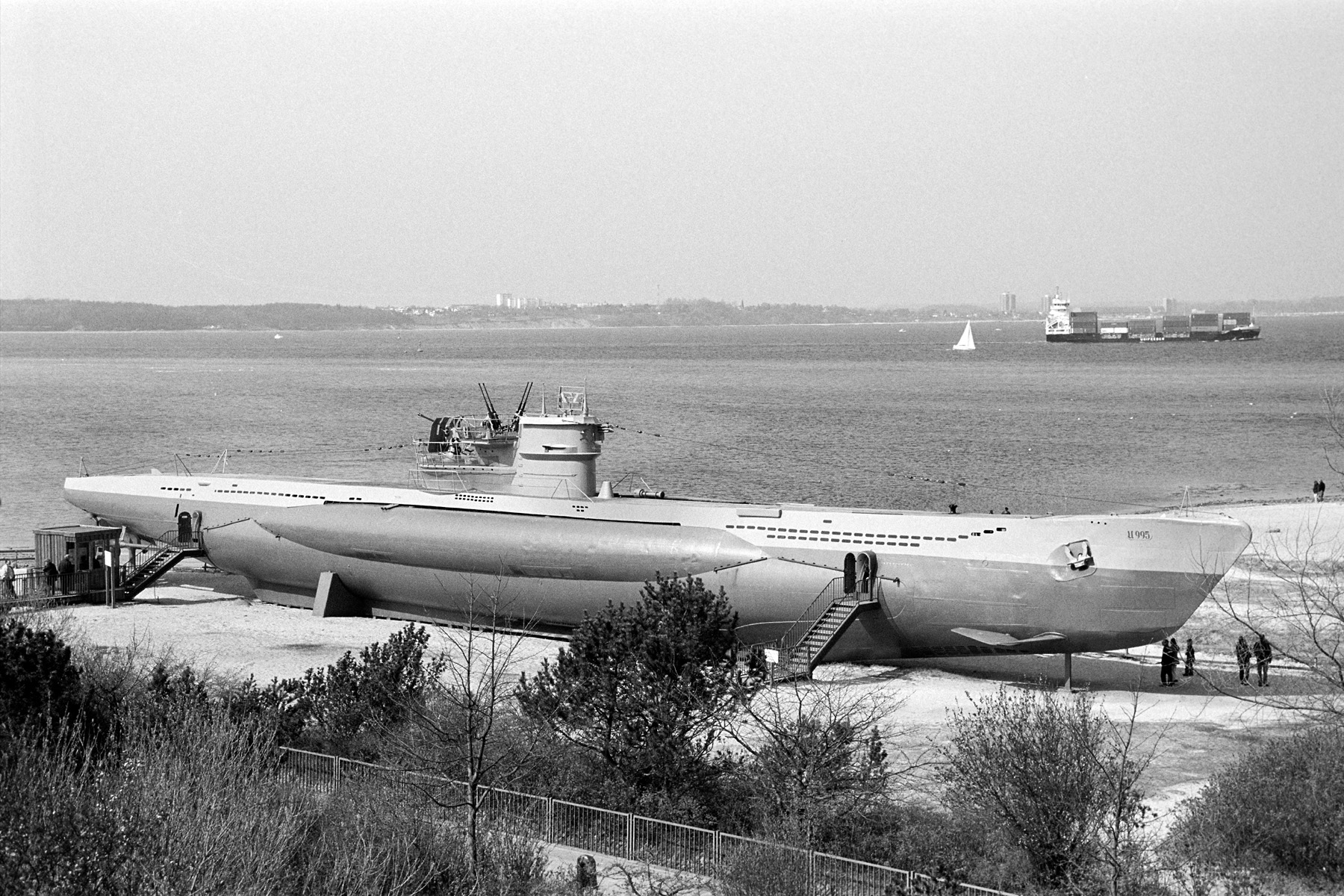
U-Boot tipo VII/C U 995 a Laboe
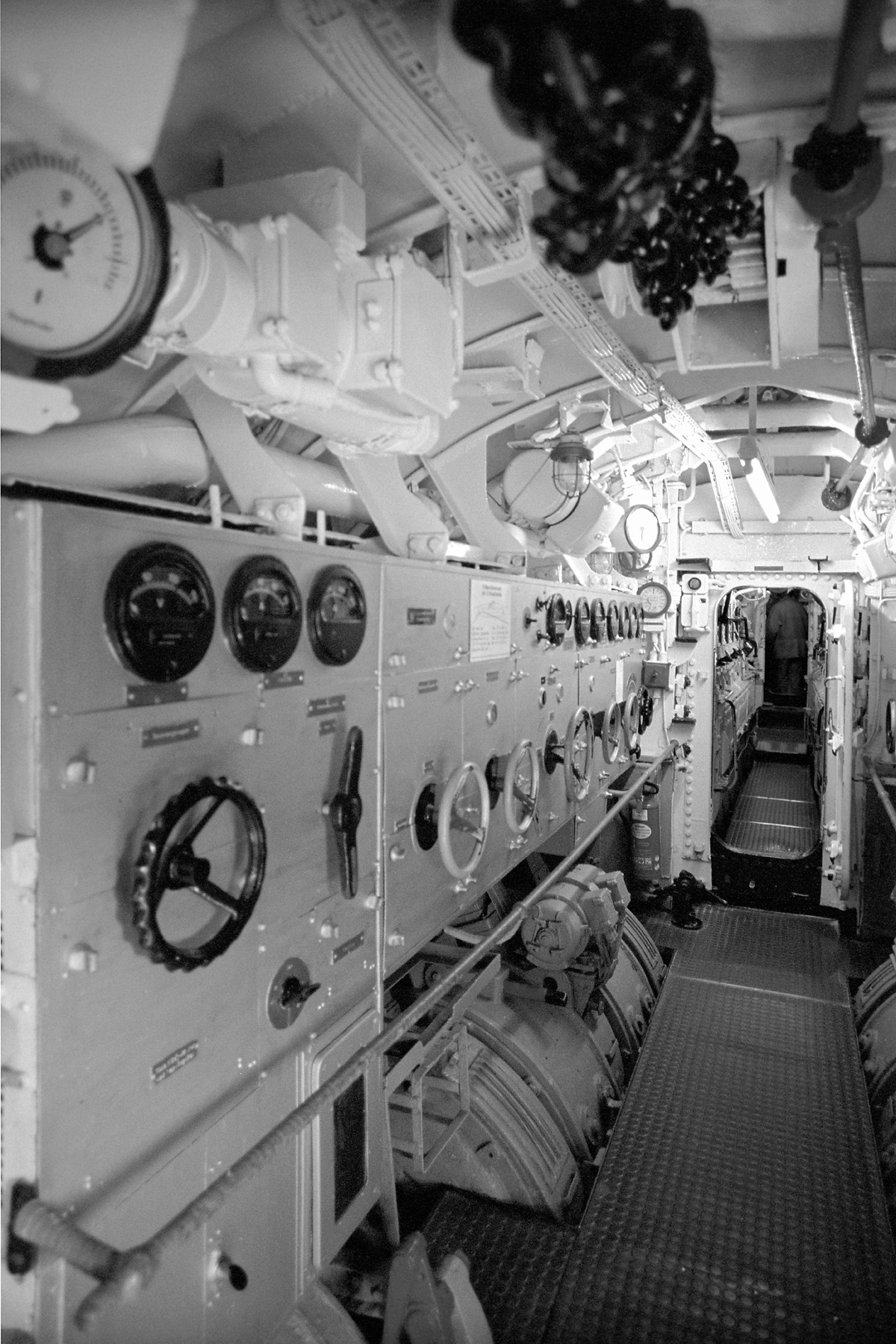
Camera del motore elettrico, dietro la camera diesel
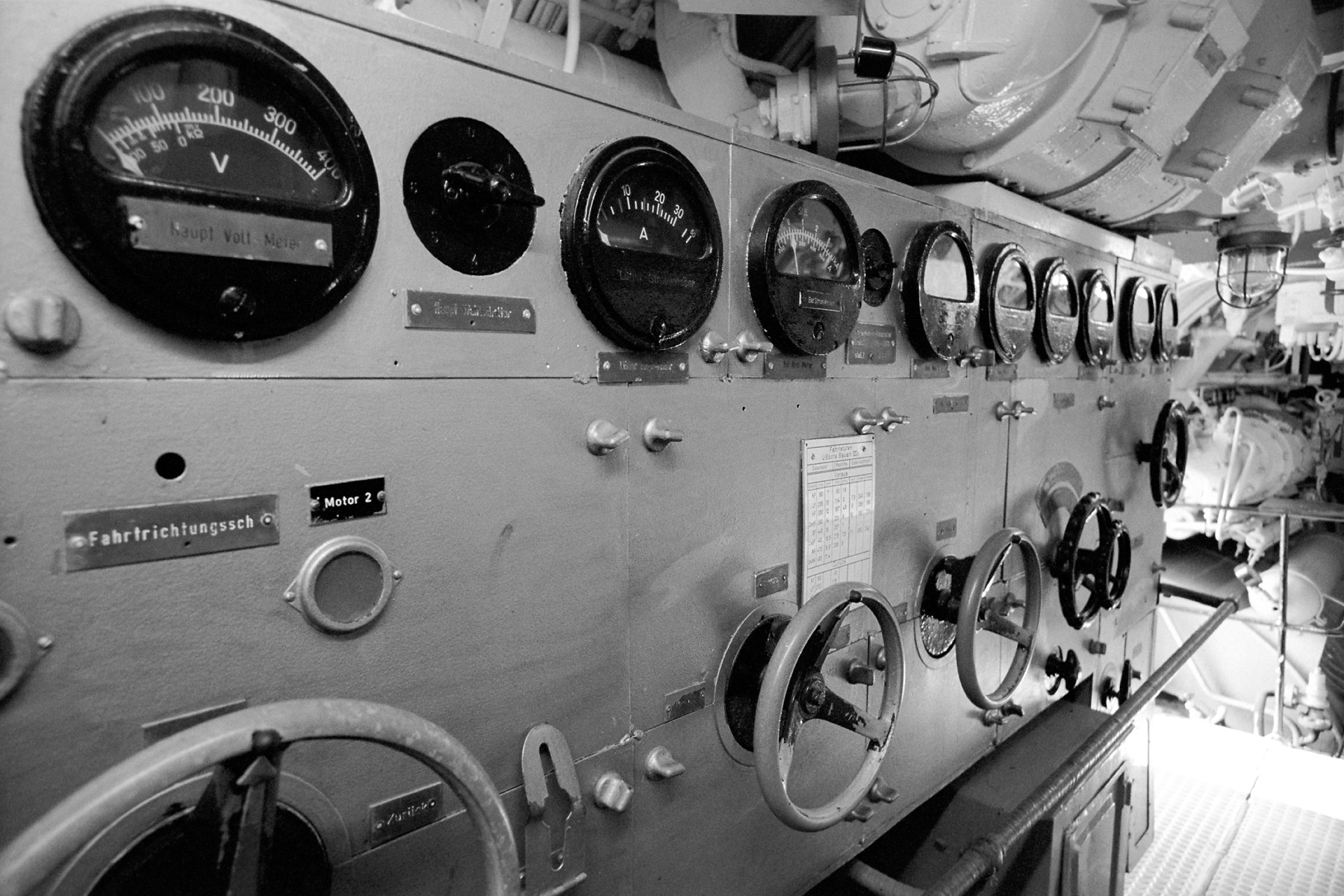
Comandi dei motori elettrici
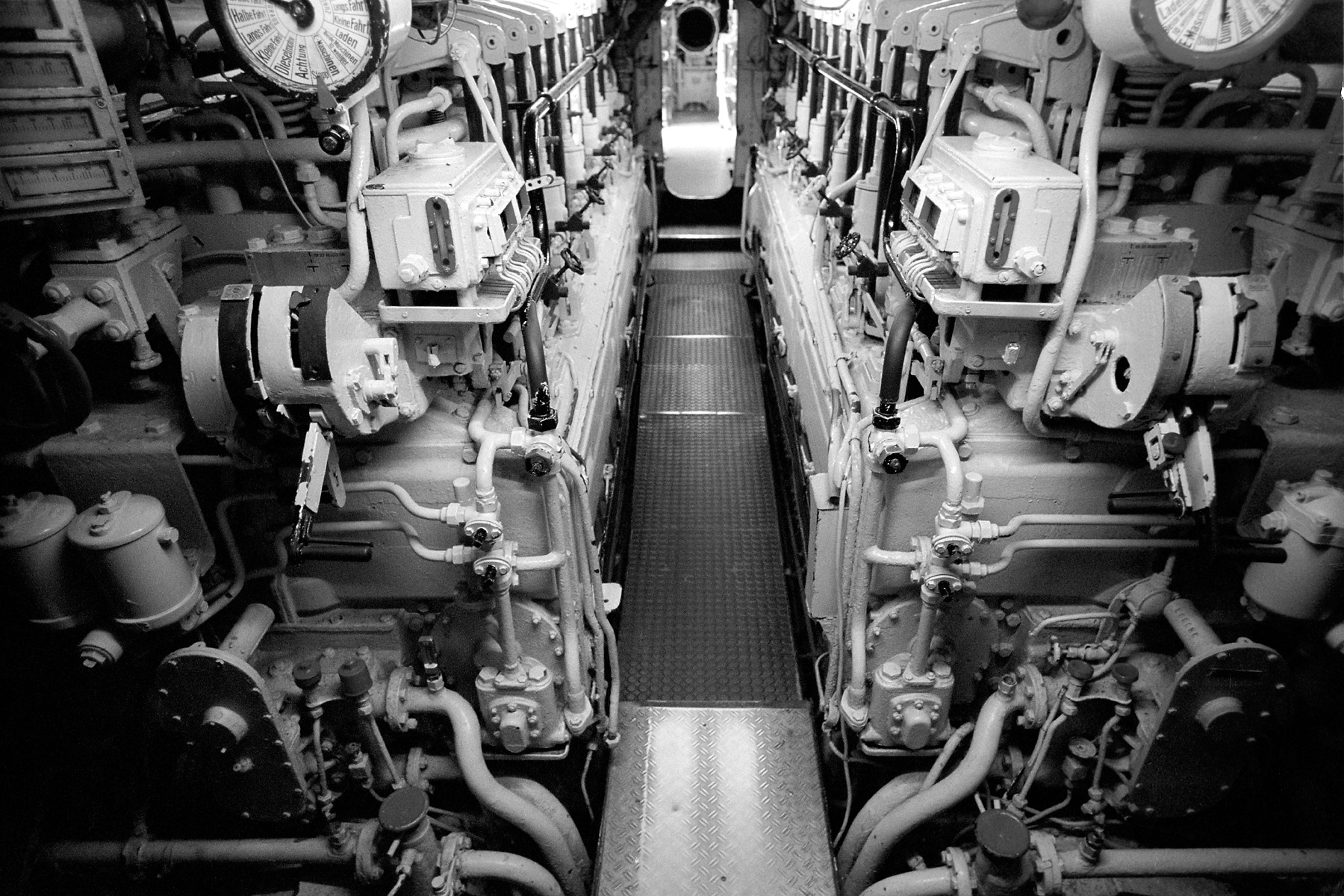
Camera diesel
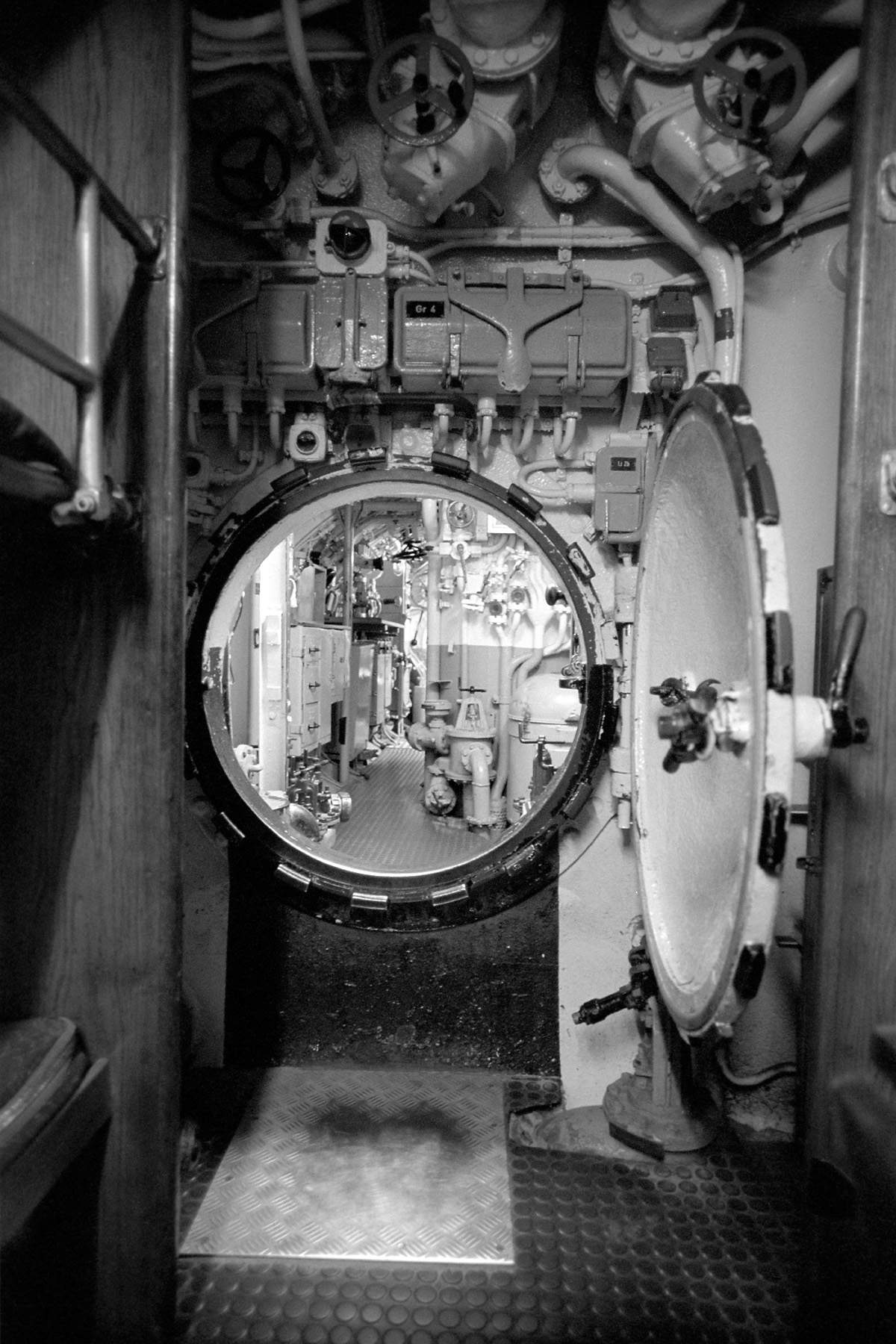
Paratia di pressione, dietro la centrale
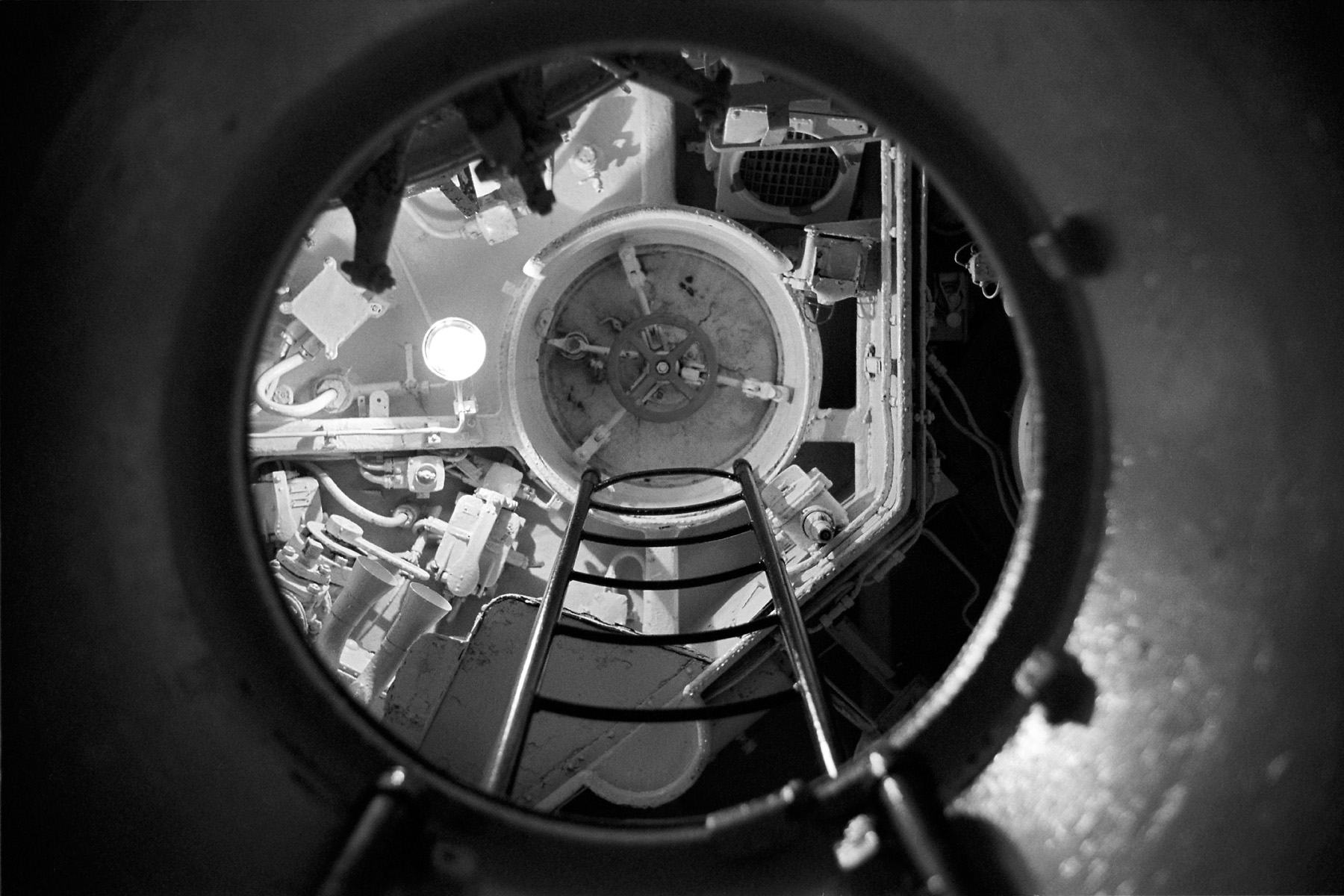
Vista della Torre dalla centrale
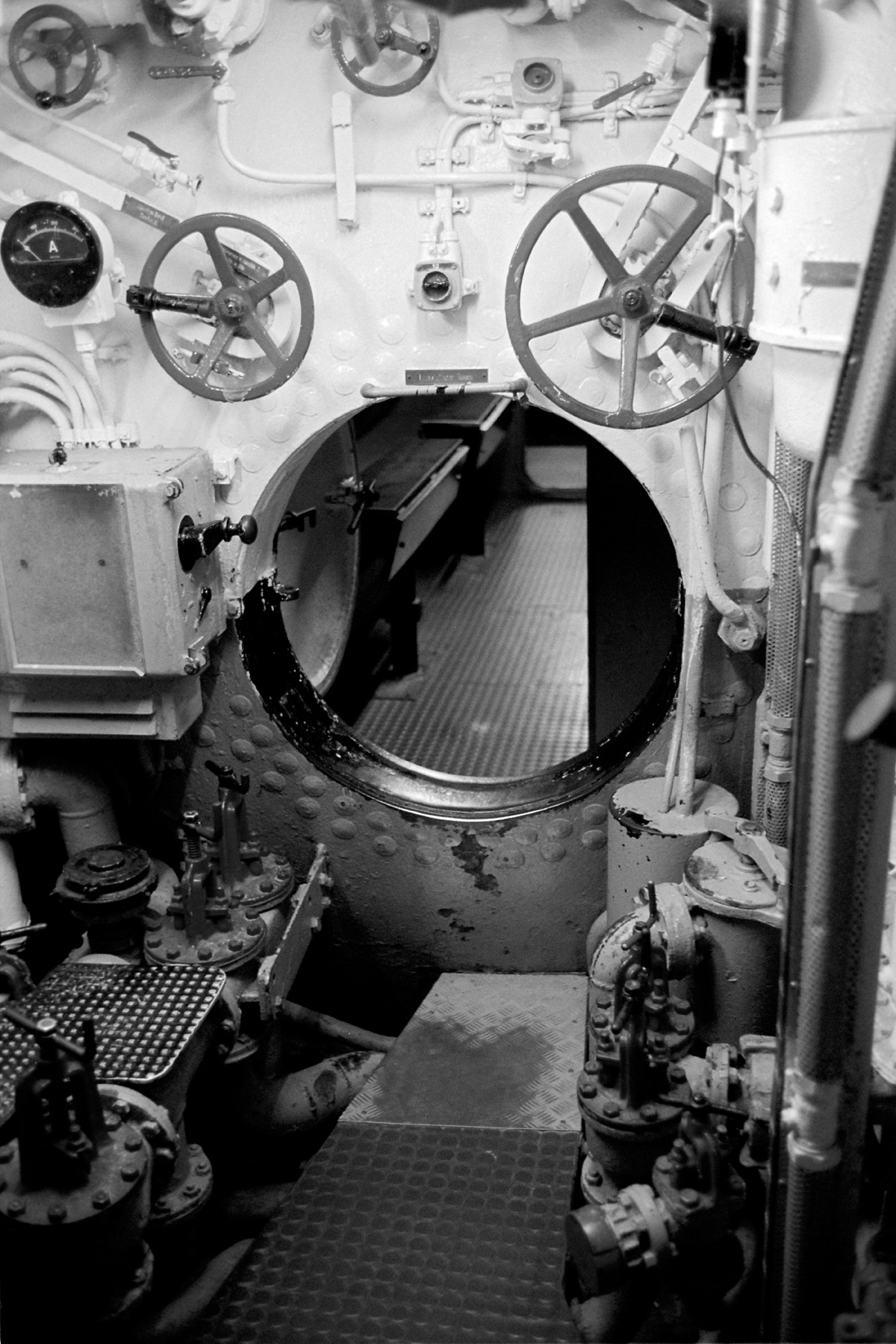
Centrale, dietro il compartimento di prua
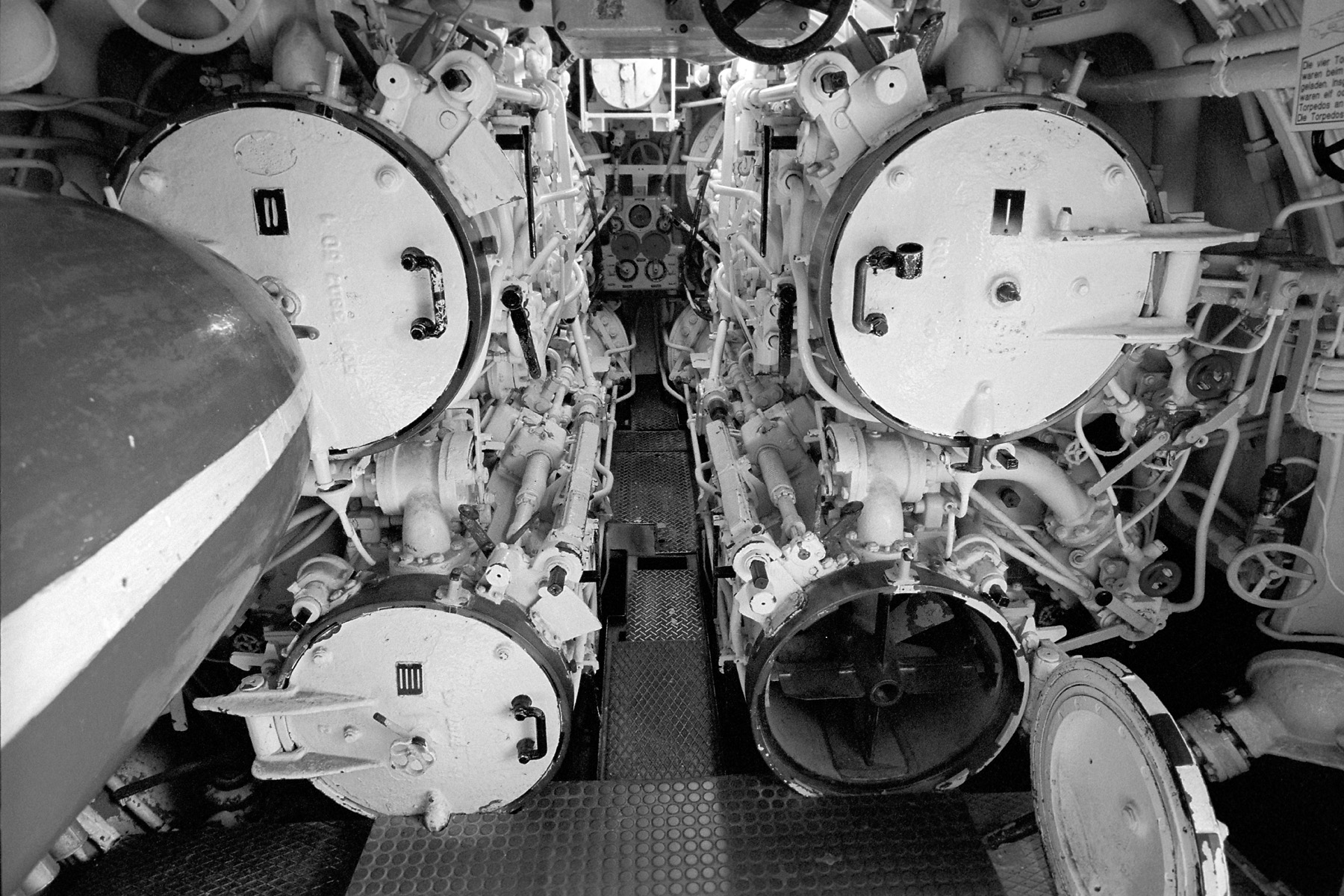
Settore frontale di prua con quattro tubi lanciasiluri
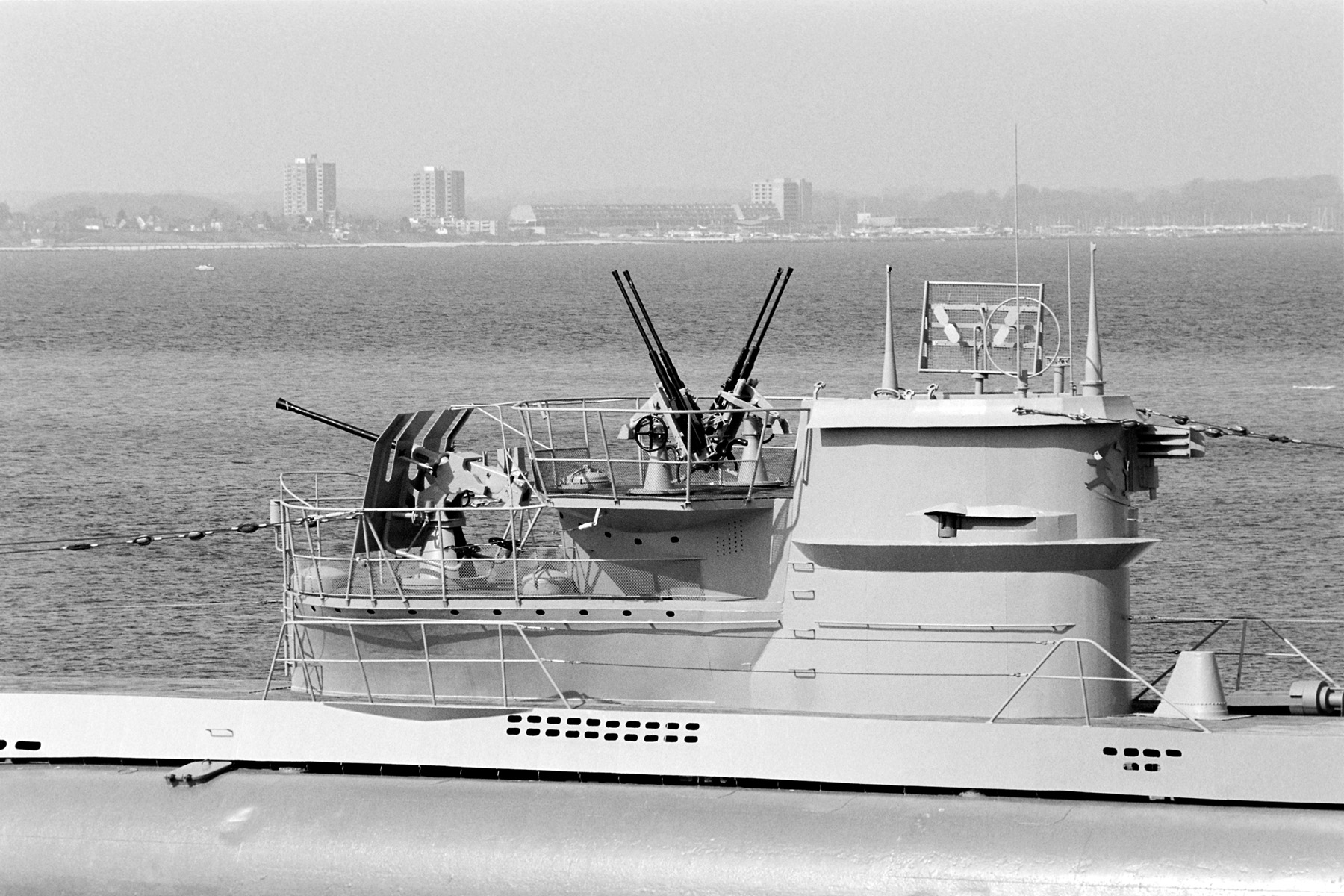
Antiaerea 4 × 2 cm e 1 × 3,7 centimetri
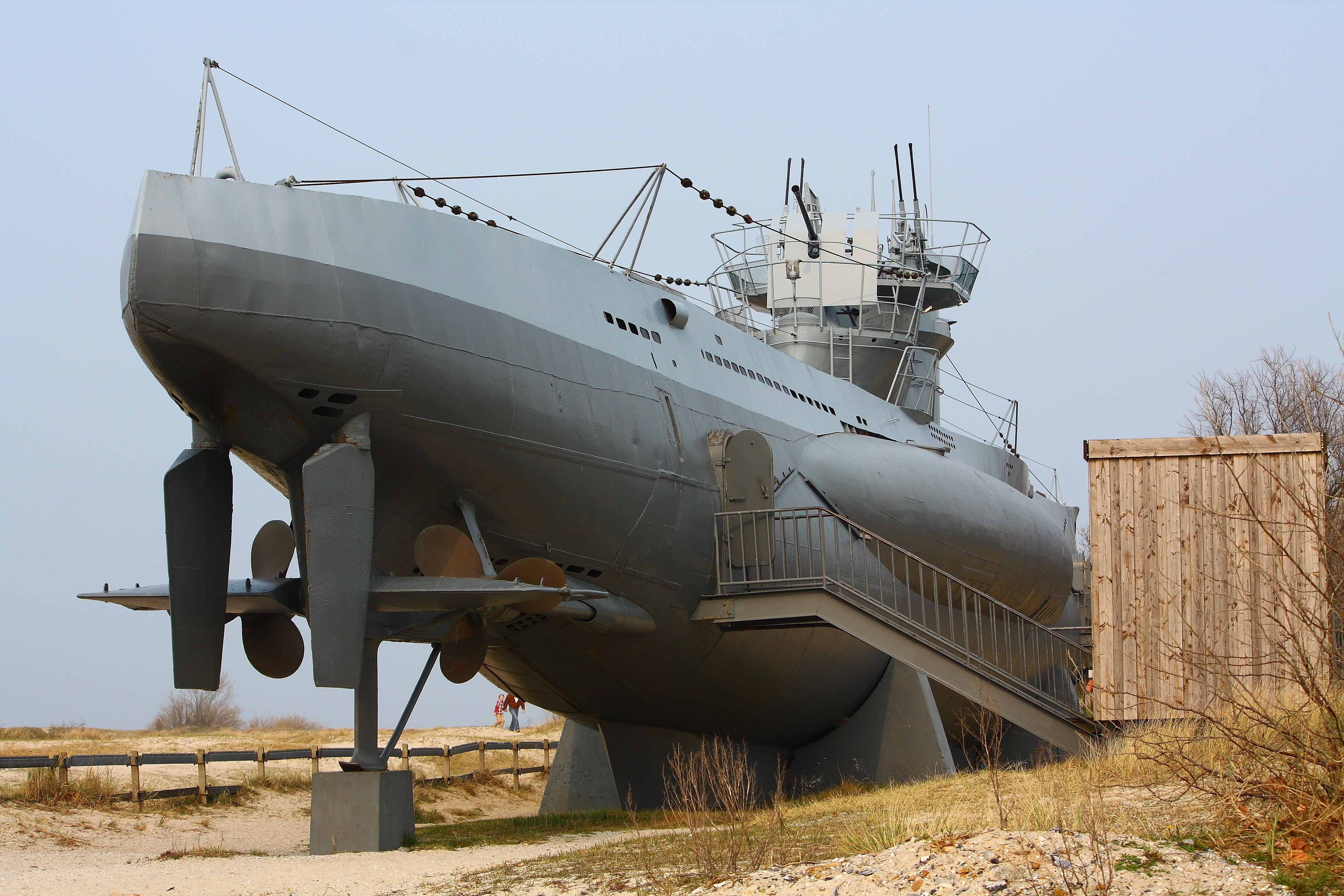
Vista posteriore di U 995
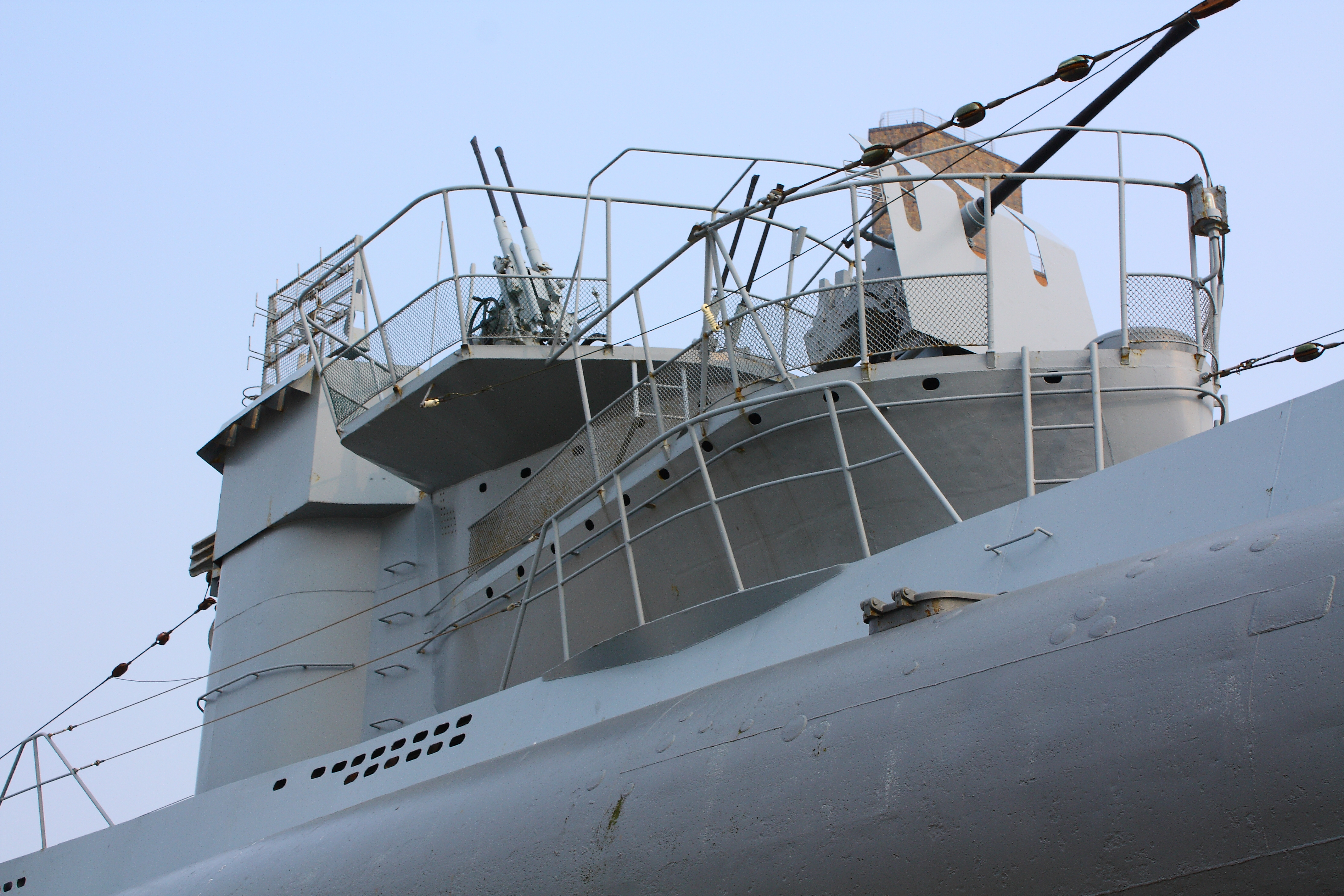
Torre dell'U 995
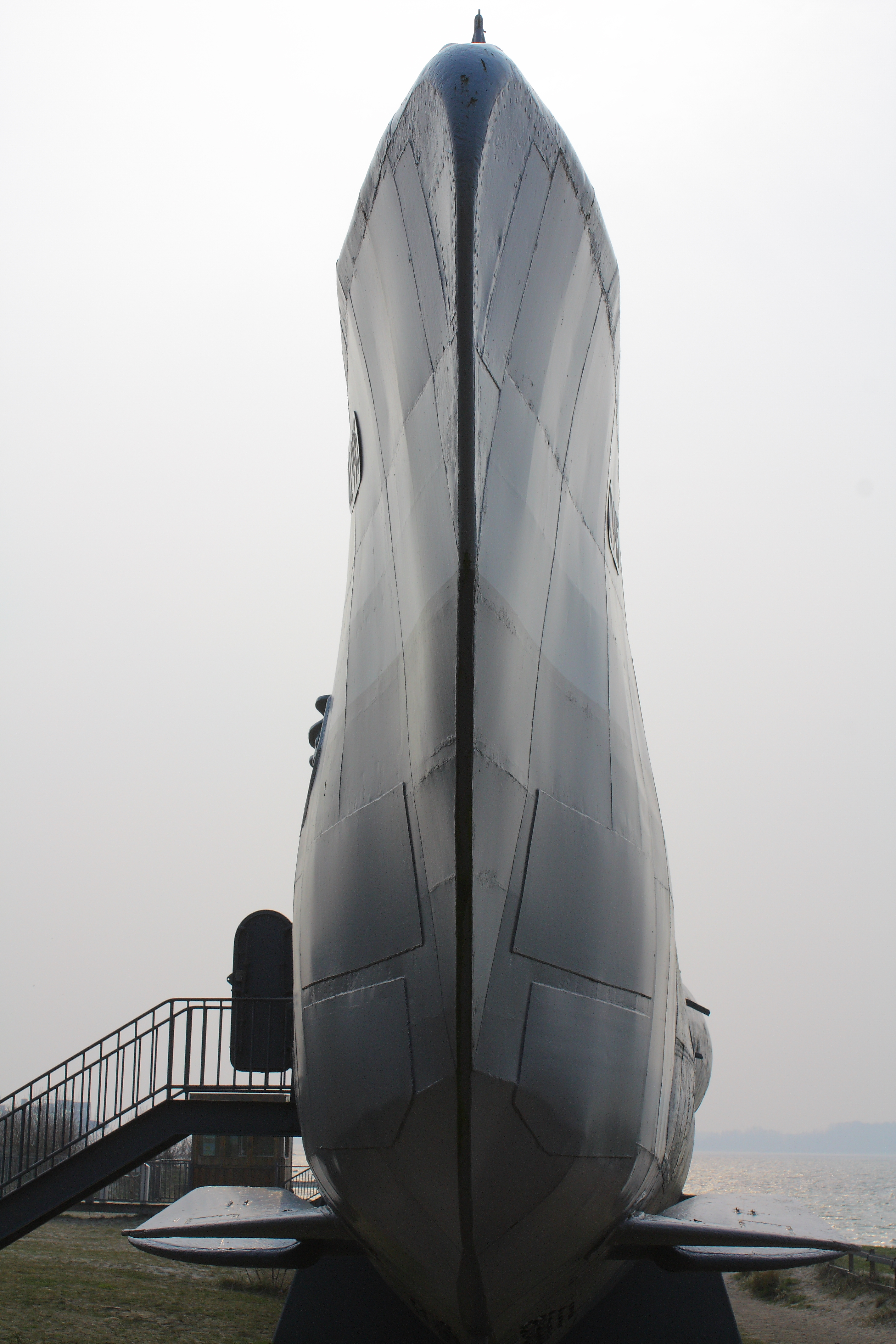
Prua

## Caratteristiche Tecniche

### Dimensioni Principali
Lunghezza: 67,2m
Larghezza: 6,2m
Pescaggio: 4.8m
Altezza: 9.6m
Supporto di stampa (diametro): 4.7m

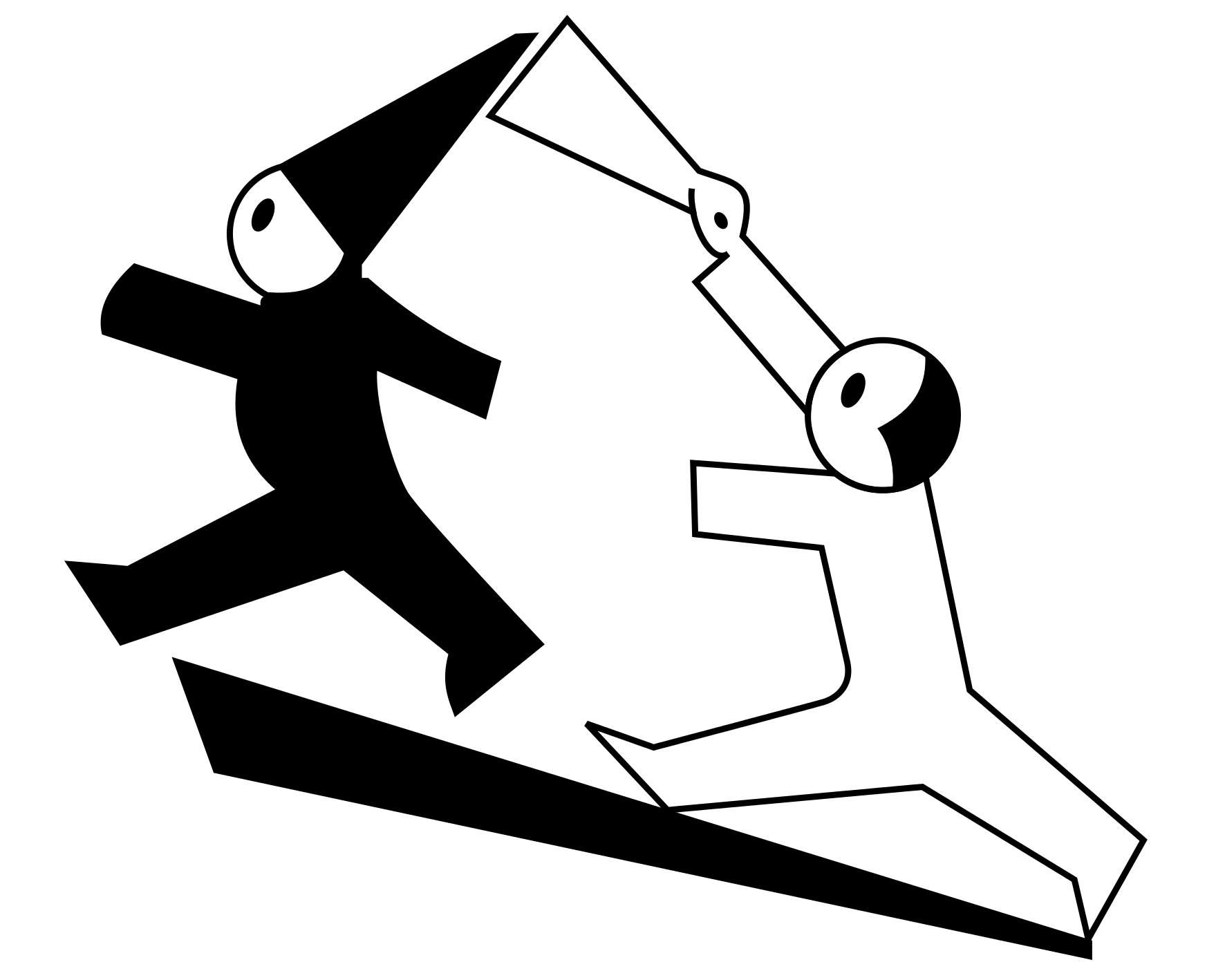
Simbolo sulla torre dell'U 995

Spessore dello scafo a pressione: 20,5 millimetri
Profondità (progettato/realizzato): 120m/240m
Velocità di immersione: 30 sec.
Volume: 759m³
Spostamento subacqueo: 1070m³
Equipaggio: 4 ufficiali superiori, 4 ufficiali subalterni, 10 sottufficiali, 27-34 marinai

### Armamento
Tubi lanciasiluri (anteriore / posteriore): 4/1
Siluri: 12 (o 26-39 mine)
Mitragliatrice contraerea 1×3,7 centimetri, Doppia Mitragliatrice contraerea 2×2,0 centimetri

### Motorizzazione
2×motori diesel MAN a 6 cilindri, ciascuno di 1.400 CV
2×motori elettrici BBC, ciascuno di 375 PS
Velocità (superficie/in immersione): 17 nodi (km)/7.6 nodi (1 nodo = 1,852 chilometri all'ora)
Percorso (superficie/in immersione): 10000 miglia nautiche (nm) a 7 kN/mq 130 a 2 kn
Olio combustibile magazzino: 113,5 t